# Cão de assistência para autistas

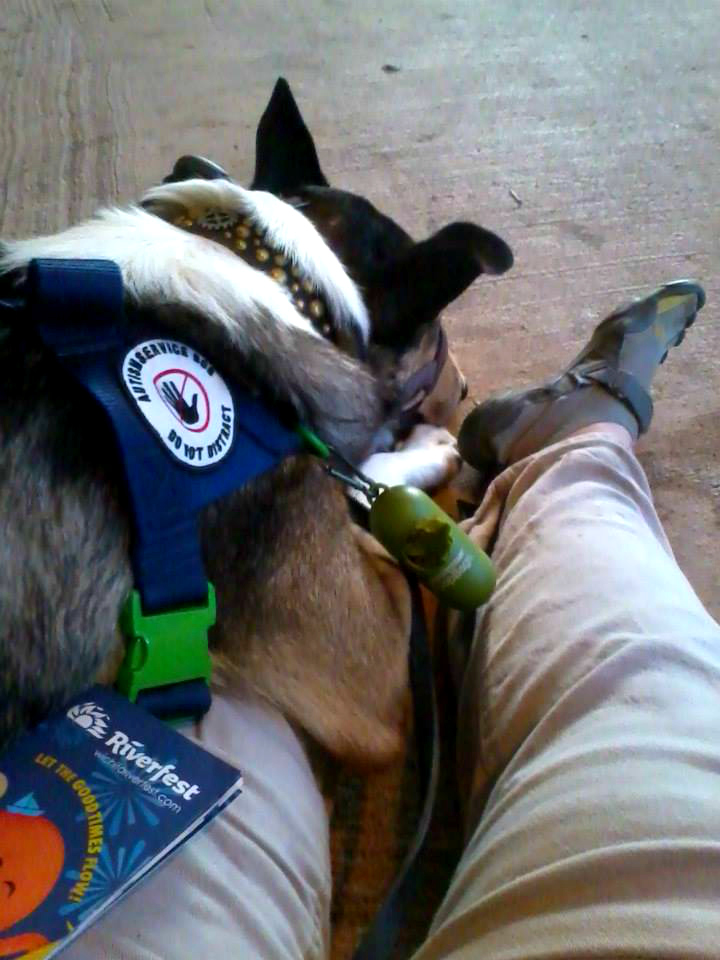
Um cão de assistência para autistas da raça border collie desempenha a função de apoiar-se em seu tutor adulto durante um concerto ao ar livre.

Um cão de assistência ou um cão de serviço para pessoas autistas é um cão de assistência treinado para auxiliar uma pessoa diagnosticada com o transtorno de espectro autista (TEA). Esses cães ajudam essas pessoas a obterem independência e a habilidade de realizar atividades da vida diária semelhantemente a pessoas que não apresentam o transtorno.

## História
O primeiro cão de assistência a autistas foi treinado por Chris Fowler. Em 1996, Chris Fowler fundou a primeira organização mundial chamada National Service Dogs. Em 1997, ele colocou um cão chamado Shade junto a uma criança autista. 
O autismo é um transtorno com características que variam de pessoa para pessoa. O treinamento de cães de assistência para autistas é similar ao treinamento de um cão guia. Esses cães geralmente custam entre $12,000 a $30,000. Existe uma longa lista de espera para esses cães.
Os depoimentos sobre a eficácia dos cães de assistência a autistas são melhores do que muitas pesquisas mostram. Sem padrões objetivos, pode ser difícil para os pais, cuidadores e educadores apelarem para a necessidade de cães de assistência a pessoas autistas.

## Função
Cães de assistência a pessoas autistas são treinados para executar tarefas específicas, afim de ajudar seus tutores a viverem com maior autonomia. Eles podem ajudar seu dono a se preparar de manhã, alertam as pessoas em emergências, pegam itens, ajudam seus tutores quando eles apresentam sobrecargas sensoriais e em muitas outras tarefas dependendo das necessidades individuais.

### Crianças
O principal foco de um cão de assistência a uma criança autista é garantir a segurança da criança para a qual trabalha. Por exemplo, cães de assistência são muitas vezes treinados para prevenir que crianças autistas não saiam de casa sem supervisão. Estes cães também alertam os pais quanto a situações perigosas que envolvem as crianças com quem eles trabalham. Os cães de assistência para pessoas autistas podem ajudar abrindo a porta para a criança e evitam que elas fiquem hiperestimuladas.
Foram relatados alguns casos de crianças do espectro autista que obtiveram um aumento no senso de independência devido a suas interações com os cães de assistência.
Em certos casos, um arnês infantil — preso ao cão de assistência — é usado por uma criança autista. Recentemente, algumas controvérsias a respeito disso vêm sendo levantadas devido à força repentina aplicada ao cão.

### Adultos
Assim como um cão-ouvinte treinado para deficientes auditivos, os cães de assistência a pessoas autistas são treinados para alertar seus tutores quanto a barulhos importantes ou outras coisas que requerem a intervenção humana, como uma fumaça ou um alarme de fumaça, uma criança chorando, um telefone tocando ou uma batida na porta. Para uma pessoa autista, pode não ser imediatamente óbvio qual dos muitos estímulos externos é o mais urgente, o qual requer atenção imediata. Uma pessoa autista pode ter de classificar entre os maiores e os menores estímulos — o som de grilos, o cheiro de amaciante em suas roupas, um carro dirigindo do lado de fora — para que possa determinar quais deles, se houver, precisam de sua atenção. Ela pode entender que um alarme de fumaça é urgente e que é necessário sair do local, mas pode ser que leve um tempo maior para perceber que o alarme está tocando.

Esses cães também podem usar um comando para "agachar" seus tutores sentando-se em seus pés, aplicando pressão quando seu tutor sentir-se ansioso.